# Емих II фон Даун-Оберщайн
Емих II фон Даун-Оберщайн (на немски: Emich II von Daun-Oberstein; * пр. 1342; † сл. 31 август 1372) от фамилията Даун от линията Даун-Оберщайн, е господар на Оберщайн.

## Произход
Той е син на Куно фон Даун-Оберщайн († 1342) и съпругата му Агнес фон Хоенфелс-Райполтскирхен († сл. 1356), дъщеря на Хайнрих I фон Хоенфелс-Райполтскирхен († 1329) и рауграфиня Юта фон Нойенбаумберг († 1344), дъщеря на рауграф Хайнрих II фон Нойенбаумбург († 1288) и графиня Аделхайд фон Сайн († сл. 1309). Внук е на Вирих III фон Даун „Млади“ († 1299) и Изенгард фон Фалкенщайн († 1304). Племенник е на Хайнрих фон Даун, епископ на Вормс (1318 – 1319), и на Емих фон Нойенбаумбург, епископ на Вормс (1294 – 1299). Брат е на неженения Вирих фон Даун, господар на Оберщайн († сл. 1353).
През 1320 г. фамилията от линията Даун-Оберщайн построява своя т. нар. Нов дворец Оберщайн.

## Фамилия
Емих II фон Даун-Оберщайн се жени пр. 2 март 1357 г. за вилграфиня Агнес фон Кирбург (* пр. 1357; † сл. 1373), дъщеря на вилд-и Рейнграф Герхард II фон Кирбург († 1357) и Уда фон Изенберг-Лимбург († 1361), дъщеря на граф Герлах II фон Лимбург († 1355) и графиня Кунигунда фон Вертхайм († 1362). Те имат децата:
- Филип II фон Даун-Оберщайн (* пр. 1383; † 4 март 1432), женен пр. 27 август 1401 г. за рауграфиня Имагина фон Алтен-и Нойенбаумберг (* пр. 1401; † сл. 1449)
- Фридрих фон Даун († сл. 1363), неженен
- Емих (III) фон Даун, господар на Оберщайн († сл. 1420), неженен
- Вирих фон Даун
- Ода фон Даун

Емих II е прадядо е на Филип фон Даун-Оберщайн-Фалкенщайн, архиепископ и курфюрст на Кьолн (1508 – 1515).

## Галерия
- „Оберщайн“
- Замък „Оберщайн“